# Nueve Viento
Nueve Viento es el nombre calendárico de la Serpiente Emplumada de acuerdo con los códices mixtecos. Su nombre personal es Coo Dzavui (AFI: [ko: ʣawi]), que se traduce al español como Serpiente de Lluvia. Se trata de una de las divinidades principales del panteón mixteco prehispánico. El culto a Nueve Viento en la Mixteca es particularmente importante a partir del Período Posclásico de Mesoamérica, cuando aparece asociado a los mitos de la creación del mundo de acuerdo con la mitología mixteca.

## Mito de Nueve Viento
De acuerdo con el Códice Vindobonensis, nació de un pedernal en el día 9 viento del año 10 casa, de donde toma su nombre calendárico. Recibió sus atributos divinos de la pareja primigenia de la mitología mixteca, los Señores Uno Ciervo-Serpiente de Jaguar y Uno Ciervo-Serpiente de Puma. Ellos le entregaron la máscara de pico de pájaro y los atavíos que lo distinguen de los demás dioses. Cuando descendió del cielo, ya divinizado, lo hizo acompañado de otros personajes que cargaban la Casa de Xipe y la Casa del Sol, y posteriormente, el día 5 caña del año 6 conejo, se ocupó de separar el cielo de la tierra, cargando la bóveda celeste, contribuyendo de esta manera a poner orden en el caos primigenio del mundo recién creado. 
La importancia de Nueve Viento en la Mixteca radica en que él fue testigo del nacimiento de los cuarenta y cuatro personajes fundadores de los señoríos mixtecos a partir del árbol sagrado de Apoala —lugar que lleva el sugerente nombre de Yutatnoho, es decir, Río de los linajes—. Nueve Viento horada las orejas de estos personajes, acto que después será reactualizado en las ceremonias mediante las que se confería la nobleza a los miembros de la élite mixteca. También fue Nueve Viento quien enseñó a los humanos las artes y las ciencias de la vida civilizada, por lo que se trata del héroe cultural por excelencia del pueblo mixteco precolombino.